# Кларк, Джейн
Джейн Кларк (англ. Jane Clark) — английская кёрлингистка.
В составе смешанной парной сборной Англии участница четырёх чемпионатов мира (лучший результат — тринадцатое место в 2010). Трёхкратная чемпионка Англии среди смешанных пар.

## Достижения
- Чемпионат Англии по кёрлингу среди смешанных пар: золото (2009, 2010, 2011).

## Команды
| Кёрлинг среди смешанных пар (mixed doubles curling) |             |             |                    |                                  |
| 2007—08                                             | Джейн Кларк | Steve Amann | Джон Браун         | ЧМСП 2008 (23 место)             |
| 2008—09                                             | Джейн Кларк | Джон Шарп   |                    | ЧАСП 2009 · ЧМСП 2009 (19 место) |
| 2009—10                                             | Джейн Кларк | Джон Шарп   | James Clark (ЧМСП) | ЧАСП 2010 · ЧМСП 2010 (13 место) |
| 2010—11                                             | Джейн Кларк | Джон Шарп   | James Clark (ЧМСП) | ЧАСП 2011 · ЧМСП 2011 (20 место) |

(скипы выделены полужирным шрифтом)